# Virtua Fighter Kids
Virtua Fighter Kids (バーチャファイター キッズ, Bācha Faitā Kizzu) est un jeu vidéo de combat sorti en 1996 sur le système d'arcade Sega Titan Video, puis sur Sega Saturn. Le jeu a été développé par Sega-AM2 et édité sur Saturn par Sega (Japon, Europe et Amérique du Nord), Tec Toy (Brésil) et Samsung (Corée). Il fait partie de la série Virtua Fighter.

## Système de jeu
Virtua Fighter Kids reprend le système de Virtua Fighter 2 ; dans cette version, les personnages sont proposés en « SD » (super deformed) : leur tête est énorme, conférant un aspect enfantin au jeu, bien que les combattants conservent certaines caractéristiques adultes de leurs homologues, telles que la barbe, la moustache, les cheveux blancs, les muscles ou encore la poitrine. Il est possible d'obtenir une variation de Dural, la boss du jeu, appelée Goldfish Dural, grâce à une manipulation : sous cette forme, elle est translucide et un poisson rouge se trouve au sein de sa tête, comme dans un bocal.
Par rapport à Virtua Fighter 2, le gameplay a été légèrement modifié afin d'être adapté aux personnages ainsi présentés, et le jeu est plus rapide de 20%, tout en conservant des graphismes en haute résolution et une fluidité identique. Les musiques ont été remixées et leur rythme est plus soutenu.
La version Saturn comprend des séquences vidéo en FMV, absentes de la version Sega Titan Video ; une fois celles-ci débloquées, elles peuvent être visualisées dans un espace appelé movie room.

## Réception

### Accueil
Lors de sa sortie, Virtua Fighter Kids reçoit des avis partagés, le jeu étant considéré comme trop proche de Virtua Fighter 2 pour justifier un achat ; il est donc conseillé aux joueurs ne connaissant pas la série. Ainsi, EGM aurait préféré qu'il s'agisse d'un mode secret inclus au sein de Virtua Fighter 2 mais apprécie les qualités techniques du titre ainsi que ses scènes cinématiques, qu'il classe dans son « top 10 » des meilleures séquences vidéo de jeu.

### Postérité
En février 1998, le magazine britannique Saturn Power dresse un « top 100 » des jeux Saturn européens et positionne Virtua Fighter Kids à la 88e place, derrière Hardcore 4x4.
Les versions « kids » d'Akira Yuki et de Sarah Bryant font partie des personnages déblocables dans Fighters Megamix, autre jeu de combat sorti quelques mois plus tard exclusivement sur Saturn. Ces deux combattants sont également disponibles sous forme de jouets à collectionner au sein de Shenmue, sorti sur Dreamcast fin 1999.